# LEDA 1852
LEDA 1852(MCG +01-02-015)는 물고기자리 방향으로 약 89.9 메가파섹 떨어진 나선 은하이다. 0049+05 void 공동에 위치한다.

## 형태 및 진화
타원 은하였으나, 막대나선은하로 현재 진화하였다.